# Hoàng Thủ Hoành
Hoàng Thủ Hoành (tiếng Trung giản thể: 黄守宏, bính âm Hán ngữ: Huáng Shǒu Hóng, sinh tháng 6 năm 1964, người Hán) là chuyên gia kinh tế, chính trị gia nước Cộng hòa Nhân dân Trung Hoa. Ông là Ủy viên Ủy ban Trung ương Đảng Cộng sản Trung Quốc khóa XX, khóa XIX, hiện là Bí thư Đảng tổ, Chủ nhiệm Văn phòng Nghiên cứu Quốc vụ viện. Ông từng là Phó Bí thư Đảng tổ, Ủy viên Đảng tổ, Phó Chủ nhiệm văn phòng này.
Hoàng Thủ Hoành là đảng viên Đảng Cộng sản Trung Quốc, học vị Tiến sĩ Quản trị học, chức danh Tiến sĩ sinh đạo sư cấp giáo sư. Ông có sự nghiệp từ xuất phát điểm cho đến khi trở thành lãnh đạo của Văn phòng Nghiên cứu Quốc vụ viện, tham gia nghiên cứu, soạn thảo các dự thảo về chính sách phát triển kinh tế Trung Quốc.

## Xuất thân và giáo dục
Hoàng Thủ Hoành sinh tháng 6 năm 1964 tại huyện Phạm, nay thuộc địa cấp thị Bộc Dương, tỉnh Hà Nam, Cộng hòa Nhân dân Trung Hoa. Ông lớn lên và tốt nghiệp phổ thông ở huyện Phạm, thi đỗ Đại học Nông nghiệp Bắc Kinh (tiền thân của Đại học Nông nghiệp Trung Quốc) rồi tới thủ đô Bắc Kinh nhập học Khoa Quản lý và Kinh tế của trường này vào tháng 9 năm 1982 rồi tốt nghiệp cử nhân vào tháng 7 năm 1986, được kết nạp Đảng Cộng sản Trung Quốc vào thời điểm này. Sau khi tốt nghiệp, ông tiếp tục trúng tuyển nghiên cứu sinh sau đại học tại Viện Sau đại học của Đại học Nông nghiệp Bắc Kinh và Viện Sau đại học của Học viện Khoa học Nông nghiệp Trung Quốc, trở thành Tiến sĩ Quản trị học vào năm 1993.

## Sự nghiệp

### Nghiên cứu
Năm 1993, sau khi trở thành tiến sĩ, Hoàng Thủ Hoành bắt đầu sự nghiệp chính thức khi được tuyển vào Ty Nông thôn của Văn phòng Nghiên cứu Quốc vụ viện làm chuyên viên. Ông công tác ở Ty Nông thôn hơn 15 năm từ 1993–2008, lần lượt là chuyên viên cấp xứ trưởng, Phó Ty trưởng, Thanh tra viên rồi Ty trưởng Ty Nông thôn, tập trung vào việc nghiên cứu các vấn đề về vùng nông thôn Trung Quốc, phân tích nền kinh tế kém phát triển và phương pháp giải quyết, yếu tố nguồn nhân lực trong kinh tế và thị trường. Thời kỳ này, ông thường xuyên tham gia soạn thảo báo cáo công tác chính phủ (政府工作报告) cho Quốc vụ viện, các văn kiện của hội nghị công tác kinh tế, hội nghị công tác nông thôn trung ương, đăng tải nhiều bài viết trên các tạp chí khoa học như "Nghiên cứu kinh tế" (经济研究), "Quản lý Thế giới" (管理世界), "Kinh tế nông thôn Trung Quốc" (中国农村经济), Nhân Dân nhật báo.
Bên cạnh chức vụ công vụ viên ở Quốc vụ viện, Hoàng Thủ Hoành tham gia các tổ chức xã hội ở Trung Quốc, ông là chuyên gia tổ thẩm định khoa học của Quỹ Khoa học xã hội Quốc gia (NSSFC); là Tiến sĩ sinh đạo sư cấp giáo sư của Đại học Nông nghiệp, Học viện Hành chính Quốc gia; là Thường vụ lý sự của Hiệp hội các nhà khoa học xã hội trẻ Trung Quốc; là Phó Chủ nhiệm Ủy ban Khoa học mềm của Bộ Nông nghiệp; và thành viên ban biên tập Tạp chí Kinh tế nông thôn Trung Quốc. Ngoài ra, ở khối thanh niên, ông còn là Ủy viên Hội Liên hiệp Thanh niên Toàn quốc Trung Hoa khóa IX, Ủy viên Ban thường vụ Liên đoàn Thanh niên khối cơ quan nhà nước Trung ương.

### Chính trường
Tháng 10 năm 2009, Hoàng Thủ Hoành được bổ nhiệm làm Ủy viên Đảng tổ, Phó Chủ nhiệm Văn phòng Nghiên cứu Quốc vụ viện, Bí thư Đảng ủy khối cơ quan, cấp phó bộ, tỉnh, rồi kiêm nhiệm làm Phó Tổ trưởng Tiểu tổ lãnh đạo công tác dân công nông Quốc vụ viện từ tháng 6 năm 2013, tham gia nghiên cứu chính sách cho người nông dân di cư lên thành thị để lao động của Trung Quốc. Đến tháng 12 năm 2015, ông được phân công làm Phó Bí thư Đảng tổ của văn phòng, rồi được Ủy ban Trung ương, Quốc vụ viện quyết định bổ nhiệm làm Bí thư Đảng tổ, Chủ nhiệm Văn phòng Nghiên cứu Quốc vụ viện, cấp bộ trưởng, từ ngày 1 tháng 7 năm 2016. Tháng 10 năm 2017, ông tham gia đại hội đại biểu toàn quốc, được bầu làm Ủy viên Ủy ban Trung ương Đảng Cộng sản Trung Quốc khóa XIX tại Đại hội Đảng Cộng sản Trung Quốc lần thứ 19. Cuối năm 2022, ông tiếp tục tham gia Đại hội Đảng Cộng sản Trung Quốc lần thứ XX từ đoàn đại biểu khối cơ quan trung ương Đảng và Nhà nước. Trong quá trình bầu cử tại đại hội, ông tái đắc cử là Ủy viên Ủy ban Trung ương Đảng Cộng sản Trung Quốc khóa XX.

## Giải thưởng
Hoàng Thủ Hoành đã được trao giải Nhất giải thưởng Nghiên cứu Phát triển nông thôn Trung Quốc ở công trình "Phát triển phối hợp kinh tế quốc dân và xí nghiệp hương trấn" (乡镇企业与国民经济协调发展) vào năm 1990.